# Warloy-Baillon
Warloy-Baillon là một xã ở tỉnh Somme, vùng Hauts-de-France, Pháp.
Thị trấn này có cự ly khoảng 15 miles về phía đồng bắc của Amiens, trên đường D919.

## Dân số
| 1962                                                  | 1968 | 1975 | 1982 | 1990 | 1999 |
| ----------------------------------------------------- | ---- | ---- | ---- | ---- | ---- |
| 729                                                   | 733  | 710  | 698  | 718  | 708  |
| Số liệu dân số từ năm 1962, dân số không tính hai lần |      |      |      |      |      |